# Mike Dillon
Michael Leslie Dillon (Londra, 29 settembre 1952) è un allenatore di calcio ed ex calciatore inglese, di ruolo difensore.

## Caratteristiche tecniche

### Allenatore
Dillon come allenatore usava uno stile di gioco conservativo e difensivo, attento a concedere meno occasioni possibili all'avversario.

## Carriera
Cresciuto nelle giovanili del Tottenham, gravita nella rosa della prima squadra tra il 1972 ed il 1974, giocando 24 incontri nella massima serie inglese e vincendo la Football League Cup 1972-1973. Inoltre con gli Spurs disputò anche la finale della Coppa UEFA 1973-1974, in cui giocò la gara di andata subentrando a Phil Beal, perdendola contro gli olandesi del Feyenoord.
Durante la sua militanza con i londinesi giocò in prestito ai canadesi del Montréal Olympique, franchigia della NASL.
Milita con l'Olympique nella North American Soccer League 1972, non riuscendo con la sua squadra a superare la fase a gironi del torneo. Dillon fu il capocannoniere della squadra con 7 reti segnate.
Nell'annata 1974-1975 passa in prestito ai cadetti del Millwall, e poi dal marzo 1975 all'aprile seguente nel Swindon Town.
Nel 1975 torna giocare nel campionato nordamericano, in forza ai N.Y. Cosmos, con cui vincerà l'edizione 1977 pur non giocando la finale contro i Seattle Sounders.
Tra il 1977 ed il 1978 torna in patria per giocare nel Cheshunt.
Nel 1978 passa ai Washington Diplomats, sempre nella NASL, con cui nei tre anni di militanza non riuscirà mai ad andare oltre gli ottavi di finale del torneo. Durante la sua militanza con i Diplomats occorre in un infortunio che lo costrinse al ritiro dall'attività agonistica.
Nell'agosto 1981 viene assunto come allenatore della rappresentativa calcistica dell'università di Georgetown, a Washington. Ricoprì l'incarico sino al 1983, con un record di 11 vittorie, 27 sconfitte e nove pareggi.

## Palmarès

### Club

#### Competizioni giovanili
- FA Youth Cup: 1

Tottenham: 1969-1970

#### Competizioni nazionali
- Coppa di Lega inglese: 1

Tottenham: 1972-1973
- Campionato NASL: 1

Tulsa Roughnecks:1983